# Mã Long, Khúc Tĩnh
Mã Long (tiếng Trung: 马龙区), Hán Việt: Mã Long khu là một quận thuộc địa cấp thị Khúc Tĩnh, tỉnh Vân Nam, Cộng hòa Nhân dân Trung Hoa. Quận này có diện tích 1751 km2, dân số năm 2003 là 190.000 người. Chính quyền quận đóng tại trấn Thông Tuyền.

## Các đơn vị hành chính

### Trấn
- Mã Tuyền (通泉镇)
- Cựu Huyện (旧县镇)
- Mã Quá Hà (马过河镇)
- Vương Gia Trang (王家庄镇)

### Cáchương
- Dĩ Cập Mã Minh (以及马鸣乡)
- Đại Trang (大庄乡)
- Nguyệt Vọng (月望乡)
- Nạp Chương (纳章乡)